# Coragem

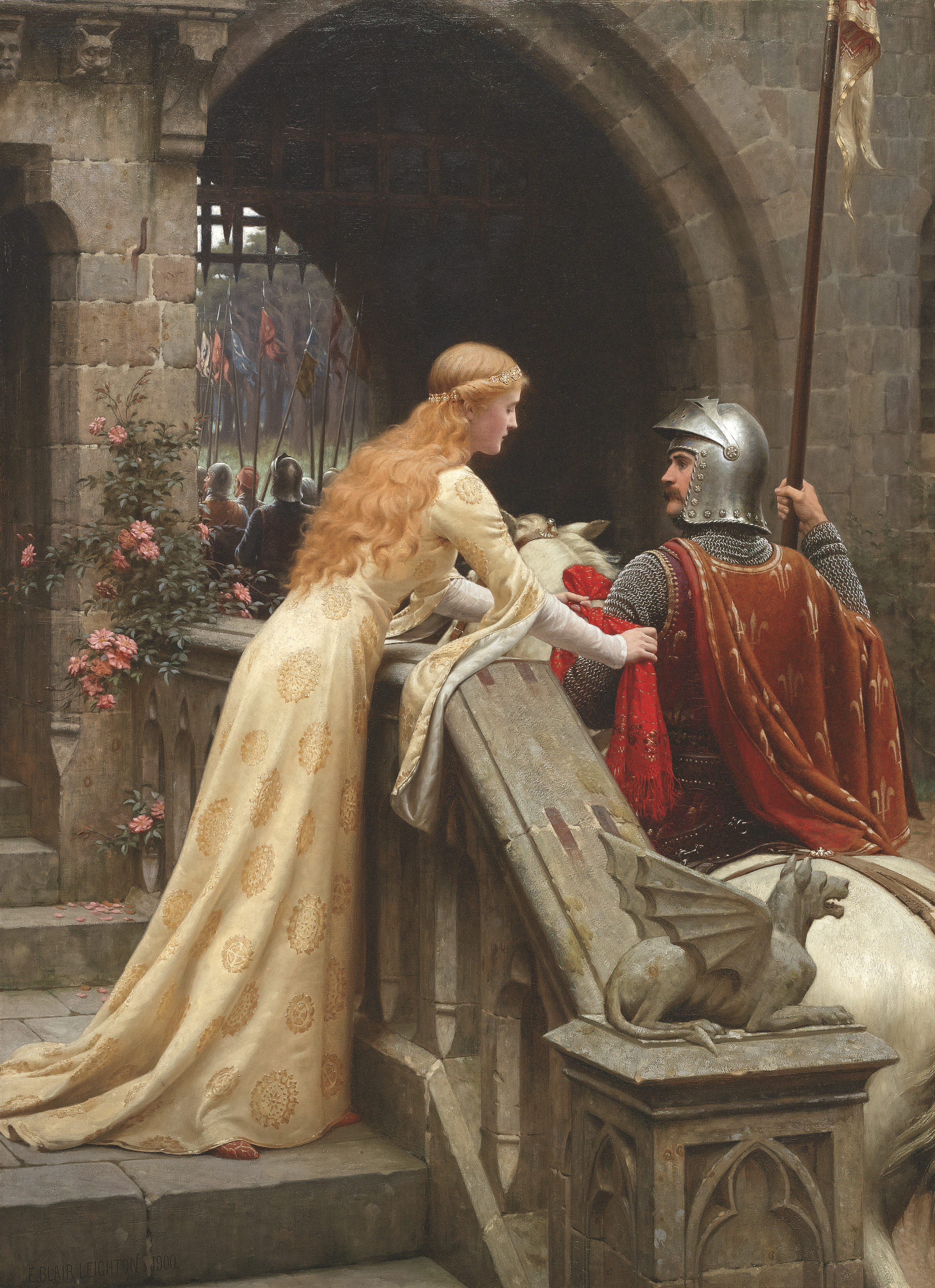
God Speed!, de Edmund Leighton.

Coragem (do latim coraticum, do francês cor-age) é a capacidade (muitas vezes tida como virtude) de agir apesar do medo, do temor e da intimidação. Deve-se notar que coragem não significa a ausência do medo, e sim a ação apesar deste. O contrário da coragem é tida normalmente como covardia.
O homem sem temor motiva-se a ir mais além. Enfrenta os desafios com confiança e não se preocupa com o pior. O medo pode ser constante, mas o impulso o leva adiante. Coragem é a confiança que uma pessoa tem em momentos de temor ou situações difíceis, é o que o faz viver lutando e enfrentando os problemas e as barreiras que colocam medo, é a força positiva para combater momentos tenebrosos da vida.
Platão correlaciona coragem, razão e dor. A coragem é o uso da razão a despeito do prazer. Coragem é ser coerente com seus principios a despeito do prazer e da dor. Os animais (mesmo os irracionais) demonstram coragem principalmente devido aos seus instintos primitivos e pela necessidade de sobrevivência. Por exemplo, um pássaro que sai de seu ninho sabe que pode morrer, mas a necessidade de sobrevivência fala mais alto nele e assim surge a coragem. 
Os seres humanos (diferentemente dos animais irracionais) têm uma psiquê muito influente em suas atitudes, portanto seus medos e coragem variam muito de uns para os outros, dependendo do ambiente na qual vivem (e no qual viveram quando mais jovens), da educação que receberam, de suas crenças, de com quem eles convivem socialmente e etc.